# 초드리 슈자트 후세인
초드리 슈자트 후세인(우르두어: چودھری شجاعت حسین, 영어: Chaudhry Shujaat Hussain, 1940년 1월 27일~)은 구지라트 출신의 파키스탄 보수파 고위 정치인으로 2004년 6월 30일부터 2004년 8월 28일까지 임시로 파키스탄의 제16대 총리를 역임한 바 있다. 후세인은 2003년 의회 의석이 없어 창당자인 미안 무함마드 아즈하르를 추종한 이후 파키스탄 무슬림 연맹 콰이드이아잠파의 총재를 맡고 있다.
후세인은 파키스탄 펀자브주 출신의 실업가 집안 출신으로 포먼 크리스천 칼리지와 펀자브 대학교를 졸업했다. 졸업 후 후세인은 그 후 많은 산업, 섬유, 농가, 제당, 밀가루 공장 등으로 구성된 가업에 합류했다. 그는 1985년 무당파 선거에 성공적으로 출마했고 1988년까지 무함마드 칸 주네조 총리 정부에서 산업부 장관으로 임명되었다. 후세인은 1988년~1990년 이슬람 민주 동맹(IDA)의 지도자이자 영향력 있는 보수세력이 됐고 1993년 나와즈 샤리프 정권에서 파키스탄 무슬림 연맹(PML)에 가입했다. 후세인은 1990년부터 1993년까지, 1997년부터 1999년까지 두 차례 연속으로 나와즈 샤리프 총리 정부에서 26대 내무장관을 지냈다.
나와즈 샤리프의 충성파였던 후세인은 1999년 이후 독재 지도자 페르바이즈 무샤라프에게 망명해 새로운 PML-Q의 일원이 되었다. 그의 가족은 여전히 국가 정치에 영향력을 가지고 있으며 그의 사촌 페르베즈 일라히는 무샤라프의 군부 통치 기간인 2002년부터 2007년까지 펀잡의 수석 장관을 지냈다. 2008년 선거와 무샤라프의 사임 이후, 후세인과 그의 당은 파키스탄 인민당의 유사프 라자 길라니 총리와 아시프 알리 자르다리 대통령의 주요 동맹이 되었다.

## 출신 및 교육
초드리 슈자트 후세인은 1946년 1월 27일 영국령 인도 제국의 펀자브주 구지라트구에서 태어났고, 그는 자트족 가정에서 태어났다. 그의 조상들은 시골 구지라트 출신이었고, 고향은 없었다. 그의 아버지 자호르 엘라히는 펀자브 경찰에서 경관을 지냈으나 면화공장을 설립하기 위해 경관을 그만두었다. 그의 가족은 인도의 분할로 면화공장을 잃었으나 1947년 파키스탄이 세워진 후 구지라트에 면화공장을 다시 세웠다. 그의 아버지는 1954년 선거에 처음 출마했고 구지라트구의 지역 연합 의원을 선출했다. 후세인은 구지라트에 있는 공립학교를 다닌 후 입학하여 포먼 크리스천 칼리지에 합격하였다. 1962년 후세인은 포먼 크리스천 칼리지 대학에 입학하여 1965년 경영학 학사 졸업하였고, 영국에서 산업 경영학 석사 과정을 밟았다.
파키스탄으로 돌아온 후세인은 1969년 섬유, 설탕, 제분, 농가의 산업단위로 구성된 가족 산업 대기업에 합류했다. 이 무렵 후세인의 가문은 강력한 산업 과두정치가 되었고 아유브 칸과 야히아 칸 장군에게 상당한 영향을 끼쳤다.

## 총리직
초드리 슈자트 후세인는 그의 평생 친구인 자파룰라 칸 자말리를 발록의 첫 총리로 임명하는 것을 지지했다. 이전에는 샤우카트 아지즈를 국가 정치에 끌어들이는 역할도 했다. 하지만 2004년 자말리는 사임했다.
자말리의 사임 이후 슈자트 후세인은 샤우카트 아지즈 재무장관을 총리직에 지명했다. 슈자트는 아지즈가 상원의원이었기 때문에 총리로 선출될 수 없기 때문에 일시적으로 총리가 되었다.
의회에서 후세인은 기자들에게 자신의 총리 선출은 "임시 임명이 아니라 헌법에 따른 것"이라고 말했다. 슈자트 후세인은 인터뷰에서 "미르 자파룰라 칸 자말리가 지명한 것과 대통령과 상의해 샤우카트 아지즈를 지명한 것은 정해진 전통과 일치한다"고 말했다. 그런 기술적인 것에 대해 울부짖는 소리가 있어서는 안 된다"고 말했다.
2004년 8월 23일 후세인은 총리직을 샤우카트 아지즈에게 넘겼지만, 후세인은 여전히 파키스탄 무슬림 연맹 콰이드이아잠파의 당수로 남아 있었다.

## 개인 생활
초드리 슈자트 후세인는 초드리 자호르 일라히의 장남이다. 그의 사촌인 초드리 페르바이즈 엘라히는 이전에 펀자브 수석장관을 지냈으며 최근 파키스탄 인민당 정부에서도 부총리직을 역임했다. 동생인 초드리 와자하트 후세인도 3차례(1988년~1990년, 1990년~1993년, 1997년~1999년) 펀자브 지방의회에 당선됐으며 2002년과 2008년 총선에서 지역구인 NA-104에서 당선됐다.

### 명예
후세인은 파키스탄의 대한민국과의 양자 관계를 강력히 지지했다. 그는 대한민국에 대한 투자를 이끌어내는 데 도움을 주었고 대한민국 경제의 모델을 지지했다. 그의 노력으로 대한민국 정부는 그를 "명예총영사"라고 명명했다. 후세인은 파키스탄과 대한민국의 상호관계 증진에 기여한 공로로 대한민국 최고 외교훈장을 수여받기도 하다.